# Alderville Road
Alderville Road – Ord och toner av Evert Taube från 2007 är ett musikalbum av Sven-Bertil Taube. Han sjunger sånger av Evert Taube. Håkan Hellström och Lisa Nilsson medverkar som gästsolister på ett par av spåren.
Alderville Road är gatan i London-stadsdelen Fulham där Sven-Bertil Taube var bosatt.

## Låtlista
Sångerna är skrivna av Evert Taube om inget annat anges.
1. Intro: Alderville Road (Evert Taube/Gottfrid Littmark) – 0:42
2. Bibbi – 3:19
3. Morgon i Ligurien – 3:37
4. Målaren och Maria Pia – 4:05
5. Vackert så (Gottfrid Littmark/Elias Sehlstedt) – 4:09
6. Brittisk ballad – 2:08
7. Albertina – 3:04
8. Och skulle det så vara... (Gunnar Hahn/Evert Taube) – 2:05
9. Fragancia – 3:37
10. Linnéa – 3:58
11. Balladen om Gustav Blom från Borås – 5:09
12. Sjösalavår – 3:34
13. Här är den sköna sommar – 2:16
14. Som stjärnor små – 3:11

## Medverkande
- Sven-Bertil Taube – sång, gitarr
- Håkan Hellström – sång (spår 5)
- Lisa Nilsson – sång (spår 8, 14)
- Johan Norberg – gitarr, cittra, dobro, munspel, mandolin
- Martin Östergren – piano, tramporgel, gitarr, dragspel
- Jörgen Stenberg – slagverk, klockspel, marimba
- Dan Berglund – kontrabas
- Mikael Augustsson – bandoneon
- Jonas Lindeborg – kornett
- Olle Holmquist – trombon, tuba

## Mottagande
Skivan fick ett blandat mottagande när den kom ut med ett snitt på 3,5/5 baserat på 17 recensioner.

## Listplaceringar
| Lista (2007–08) | Topplacering |
| --------------- | ------------ |
| Sverige         | 18           |